# Radio Gaga
Radio Gaga és un programa televisiu presentat per Quique Peinado i Manuel Burque que es troba disponible amb la sucribscripció a Movistar+, concretament al canal #0.
El seu objectiu principal es troba en mostrar les històries, vides o experiències dels testimonis de molts col·lectius sovint oblidats.
Amb un format inspirat en el programa original emés a la televisió belga presentat pels actors Joris Hessels i Dominique Van Malder, Radio Gaga té un component emotiu molt important.
S'immergeix, a més, dins la proposta de #0 de potenciar una línia social per tal de connectar amb la gent.

## Funcionament
L'equip del programa, bàsicament, busca petites comunitats -com pot ser-ho un centre de rehabilitació o una residència de persones grans- i els presentadors de Radio Gaga es traslladen amb una caravana, dins la qual s'amaga un estudi de ràdio, fins a les instal·lacions corresponents.
Al llarg de 48 hores en aquell espai, Quique Peinado i Manuel Burque atenen a tot aquell qui vullgui explicar la seva història o col·laborar amb petites aportacions.
D'aquesta manera, les històries d'aquestes persones anònimes pretenen servir de teràpia i, sobretot, tracten de reconciliar els seus espectadors amb la vida i l'ésser humà.

## Temporades

### 1a temporada
| Número en sèrie | Número en temporada | Títol original                                       | Data d'emissió original |
| --- | ------------------- | ---------------------------------------------------- | ----------------------- |
| 1 | 1                   | "Residencia de salud mental Alfaem"                  | 22 de juny de 2017      |
| En el primer capítol del programa, Burque i Peinado instal·len la caravana davant del centre de salut mental Alfaem, situat a la província de Lleó.                    |                     |                                                      |                         |
| 2 | 2                   | "Centre d'acollida Can Taió"                         | 29 de juny de 2017      |
| El segon capítol transcorre al Castell de Can Taió, situat al municipi de Santa Perpètua de Moguda de Barcelona, on hi ha instal·lat un centre d'acollida de migrants. |                     |                                                      |                         |
| 3 | 3                   | "La Cerollera, un pueblo en vías de extinción"       | 6 de juliol de 2017     |
| Els dos presentadors viatgen fins La Sorollera, un poble de 50 habitants de Teruel.                                                                                    |                     |                                                      |                         |
| 4 | 4                   | "Hospital de neurorrehabilitación Instituto Guttman" | 13 de juliol de 2017    |
| Radio Gaga visita l'Institut Guttman, un centre de rehabilitació situat a Badalona.                                                                                    |                     |                                                      |                         |
| 5 | 5                   | "Centro Intergeneracional Ovida"                     | 21 de juliol de 2017    |
| La caravana arriba fins Olvida, un centre intergeneracional on resideixen persones de la tercera edat i estudiants.                                                    |                     |                                                      |                         |
| 6 | 6                   | "Las Tres Mil viviendas"                             | 28 de juliol de 2017    |
| La primera temporada del programa finalitza al barri de las Tres Mil Viviendas de Sevilla.                                                                             |                     |                                                      |                         |

### 2a temporada
| Número en sèrie | Número en temporada | Títol original                         | Data d'emissió original |
| --- | ------------------- | -------------------------------------- | ----------------------- |
| 7 | 1                   | "Benidorm, Alicante"                   | 12 d'abril de 2018      |
| La segona temporada del programa comença a Benidorm, on els protagonistes són els jubilats.                                                                       |                     |                                        |                         |
| 8 | 2                   | "Instituto de Trastornos Alimentarios" | 19 d'abril de 2018      |
| Els presentadors passen 48 hores amb els residents de l'Institut de Trastorns Alimentaris i de Conducta de Barcelona.                                             |                     |                                        |                         |
| 9 | 3                   | "Rais Fundación"                       | 26 d'abril de 2018      |
| Radio Gaga s'instal·la a Madrid, on es troba Rais Fundación, un centre per a persones sense llar.                                                                 |                     |                                        |                         |
| 10 | 4                   | "Órgiva"                               | 3 de maig de 2018       |
| Burque i Peinado arriben a Órgiva, un poble multicultural situat a la comunitat autònoma d'Andalusia.                                                             |                     |                                        |                         |
| 11 | 5                   | "Casa de los Xuklis"                   | 10 de maig de 2018      |
| La Casa dels Xuklis és un centre d'acollida de Barcelona per famílies de nens malalts de càncer que han de visitar l'hospital lluny de casa per rebre tractament. |                     |                                        |                         |
| 12 | 6                   | "Fundación Vicente Ferrer"             | 17 de maig de 2018      |
| L'últim capítol de la segona temporada se centra en la labor humanitària desenvolupada pels voluntaris de la Fundació Vicente Ferrer.                             |                     |                                        |                         |

### 3a temporada
| Número en sèrie | Número en temporada | Títol original           | Data d'emissió original |
| --- | ------------------- | ------------------------ | ----------------------- |
| 13 | 1                   | "Chueca"                 | 12 de desembre de 2018  |
| El programa comença la seva tercera temporada al barri madrileny de Chueca.                                                                       |                     |                          |                         |
| 14 | 2                   | "Los últimos mineros"    | 19 de desembre de 2018  |
| Radio Gaga viatja fins a Lleó per parlar amb els habitants de Villablino, una de les últimes explotacions mineres del país.                       |                     |                          |                         |
| 15 | 3                   | "Envejecer entre amigos" | 26 de desembre de 2018  |
| El tercer programa s'esdevé a Trabensol, un centre de residència per a persones grans.                                                            |                     |                          |                         |
| 16 | 4                   | "Adolescentes rotos"     | 2 de gener de 2019      |
| Burque i Peinado es traslladen a un centre on es tracten pacients d'entre 13 i 18 anys amb problemes de conducta.                                 |                     |                          |                         |
| 17 | 5                   | "Maternidad"             | 9 de gener de 2019      |
| L'equip del programa s'instal·la durant tres dies a l'Hospital Clínic de Barcelona, un hospital públic de referència especialitzat en maternitat. |                     |                          |                         |
| 18 | 6                   | "Navidad en la cárcel"   | 16 de gener de 2019     |
| Radio Gaga acaba la seva tercera temporada visitant la presó de Quatre Camins de Barcelona, on viuen 1.300 interns.                               |                     |                          |                         |

### 4a temporada
| Número en sèrie | Número en temporada | Títol original            | Data d'emissió original |
| --- | ------------------- | ------------------------- | ----------------------- |
| 19 | 1                   | "Supervivientes"          | 27 d'octubre de 2019    |
| El programa comença la seva quarta temporada parlant amb víctimes de violència de gènere de Sevilla.                                                             |                     |                           |                         |
| 20 | 2                   | "Escuela milagro"         | 3 de novembre de 2019   |
| Quique i Burque conviuen dos dies amb els alumnes de la Escuela milagro, els quals han assolit èxits acadèmics per sobre de la mitja de qualsevol escola d'elit. |                     |                           |                         |
| 21 | 3                   | "Adicciones"              | 10 de novembre de 2019  |
| Els presentadors coneixen les històries que hi ha darrere de moltes addiccions al centre de Proyecto Hombre de Granada.                                          |                     |                           |                         |
| 22 | 4                   | "Bajo el mar de plástico" | 17 de novembre de 2019  |
| Radio Gaga explica la història de temporers que lluiten i viuen sota el mar de plàstic.                                                                          |                     |                           |                         |
| 23 | 5                   | "Vivir con discapacidad"  | 24 de novembre de 2019  |
| L'equip del programa mostra la història de persones que lluiten per viure amb autonomia.                                                                         |                     |                           |                         |
| 24 | 6                   | "La Cañada Real"          | 2 de desembre de 2019   |
| Quique i Burque parlen amb gent que somia amb sortir de La Cañada.                                                                                               |                     |                           |                         |
| 25 | 7                   | "La Boda"                 | 8 de desembre de 2019   |
| Els presentadors assisteixen a la boda de la Sandra per fer un capítol dedicat a l'amor.                                                                         |                     |                           |                         |
| 26 | 8                   | "La Vida sigue"           | 15 de desembre de 2019  |
| Radio Gaga acaba la seva quarta temporada conversant amb algunes de les persones que han passat per la caravana al llarg dels anys d'existència del programa.    |                     |                           |                         |

## Reconeixements
El 2018 el programa va rebre un Premi Ondas al Millor Programa d'Actualitat.